# Heikki Ojansuu
Heikki August Ojansuu (1873-1923) fou un lingüista i etnògraf carelià, que va estudiar el poblament del pobles ugrofinesos a la zona dels Urals i dels rius Volga i Kama. Fou un dels animadors de la revista Oma Maa i el 1907 compongué una Karjalan kielen opas (Guia de la llengua carèlia), fonamental per al desenvolupament de la literatura careliana.

## Obres
- Suomen lounaismurteiden äännehistoria. I–II. Helsinki, 1901–1903
- Über einige niederdeutsche Lehnwörter des estnischen. // SUS 23 (1906)
- Suomen suvun esihistoria. // Oma Maa. I. (1907)
- Murrete uurimise tähtsusest. // Eesti Kirjandus (1908)
- Mikael Agricolan kielestä. Helsinki, 1909
- Eesti keele häälekuju seitsme saja aasta eest. // Eesti Kirjandus (1910)
- Suomalais-virolaisetkielleliset kosketukset I. Viron kielen vaikutus suomeen. Jyväskylä, 1916
- Karjala-aunuksen äännehistoria. Helsinki, 1918
- Suomalaista paikannimitutkimusta. I. Helsinki, 1920
- Lisiä suomalais-baltialaisiin kosketuksiin. Turku, 1921
- Itämerensuomalaisten kielten pronominioppia. Turku, 1922